# Maj-Britt Bæhrendtz
Maj-Britt Gabriella Bæhrendtz, née  Pohlmer (Strängnäs, 23 mai 1916 et morte le 15 juillet 2018) est une femme de lettres suédoise.
Elle est mariée à l'historien Nils Erik Bæhrendtz (en) et est l'une des collaborateurs du programme radiophonique Sommar i P1.

## Œuvres sélectionnées
- 1959: Döden en dröm
- 1968: Rör på dig, ät rätt, må bra
- 1970: Tio år med TV